# 單鰭多線魚
單鰭多線魚，為輻鰭魚綱鮋形目六線魚亞目六線魚科的其中一種，又稱花魚、縞花魚，常常與真花魚(遠東多線魚)搞混，日本稱為キタノホッケ。溫帶海水魚，分布於東北太平洋白令海至美國加州海域，棲息深度0-575公尺，在身體上成魚有5條寬的黑色條紋，體長可達56.5公分，生活習性不明，為高經濟價值食用魚，適合各種烹飪方式食用。